# Prix de la fondation Elsevier

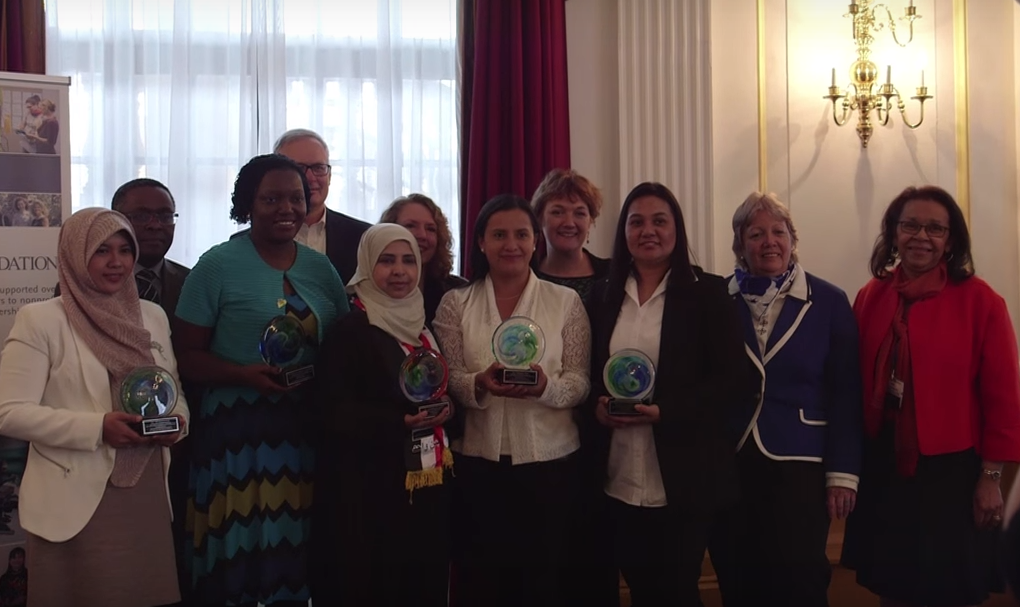
Lauréates du prix de la Fondation Elsevier en 2016.

Le prix de la Fondation Elsevier pour les jeunes femmes scientifiques dans les pays en développement est décerné chaque année à de jeunes femmes scientifiques de certains pays en développement d'Afrique, de la région arabe, de l’Asie-Pacifique, de l’Amérique latine et des Caraïbes. Il est ouvert aux femmes scientifiques qui vivent et travaillent dans l’un des 81 pays à faible rendement scientifique. Les candidatures doivent être soumises dans les dix ans suivant l'obtention de leur doctorat,. Les prix est doté de 5000 dollars US et les lauréates reçoivent leur prix lors de la réunion annuelle de l'Association américaine pour l'avancement des sciences.

## Historique
Le prix OWSD pour les jeunes femmes scientifiques des pays en développement, soutenu par la fondation Elsevier, est remis pour la première fois à 11 femmes en 2011. L’Organisation pour les femmes dans la science pour les pays en développement (OWSD) et la fondation Elsevier annoncent la création d’un prix conjoint en 2012.

## Lauréates
La liste des lauréates du prix inclut les femmes suivantes :

### 2011
- Mahfuza Begum, biologiste, Bangladesh
- Rukmani Mohanta, physicienne, Inde
- Farzana Shaheen, chimiste, Pakistan
- Janet Ayobami Adermola, physicienne, Nigéria
- Aderoju Amoke Osowole, chimiste, Nigéria
- Denise Evans, biologiste, Afrique du Sud
- Nahla Ismail, chimiste, Égypte
- Lubna Tahtamoouni, biologiste, Jordanie
- María Magdalena González Sánchez, astrophysicienne, Mexique
- Lisset Hermida Cruz, biologiste, Cuba
- Silvina Pellegrinet, chimiste, Argentine[5]

### 2013
- Huda Omer Ba Saleem, chercheuse en santé communautaire, Yémen[7]
- Nasima Akhter, scientifique médicale, Bangladesh[7]
- Namjil Erdenechimeg, biochimiste, Mongolie[7]
- Adediwura Fred-Jaiyesimi, pharmacologue, Nigéria[7]
- Dionicia Gamboa, biologiste moléculaire, Pérou[7]

### 2014
- Nilufar Mamadalieva, chimiste biorganique, Ouzbékistan[8]
- Leni Ritmaleni, chimiste pharmaceutique, Indonésie
- Simone Ann Marie Badal McCreath, chercheuse en biochimie, Jamaïque
- Eqbal Mohammed Abdu Dauqan, biotechnologiste, Yémen
- Taiwo Olayemi Elufioye, pharmacologue, Nigéria

### 2015
- Nashwa Eassa, physicienne en nanoparticules, Soudan
- Dang Thi Oanh, mathématicienne en informatique, Thaïlande
- Mojisola Oluwyemisi Adeniyi, physicienne atmosphérique, Nigéria
- Mojisola Usikalu, physicienne en radiation, Nigéria
- Rabia Salihu Sa'id, physicienne en environnement, Nigéria

### 2016
- Sri Fatmawati, pharmacologue, Indonésie[9]
- Sushila Maharjan, chercheuse en biochimie au Népal
- Magaly Blas, spécialiste de la santé publique, Pérou
- Etheldreda Nakimuli-Mpungu, épidémiologiste psychiatrique, Ouganda
- Ghanya Naji Mohammed Al-Naqeb, chercheuse en nutrition, Yémen

### 2017
- Tanzima Hashem (en), informaticienne, Bangladesh[10]
- María Fernanda Rivera Velásquez, environnementaliste, Équateur
- Felycia Edi Soetaredjo, spécialiste de l'énergie environnementale, Indonésie
- Grace Ofori-Sarpong, gestion des ressources environnementales, Ghana
- Rania Mokhtar, coordinatrice de projet scientifique, Soudan

### 2018
- Hasibun Naher (en), mathématicienne appliquée, Bangladesh[11]
- Germaine Djuidje Kenmoe, physicienne, Cameroun[11]
- Silvia González Pérez, chimiste en informatique, Équateur[11]
- Dawn Iona Fox, chimiste spécialiste de l'environnement, Guyane[11]
- Witri Wahyu Lestari, chimiste organométallique, Indonésie[11]

### 2019
- Narel Y. Paniagua-Zambrana, ethnobotoniste, Bolivie
- Uduak Okomo, pédiatrie, Nigeria
- Tabassum Mumtaz, biotechnologie environnementale, Bangladesh
- Amira Shaheen, chercheuse en santé publique, Palestine[12]
- Tista Prasai Joshi, chimiste, Nepal

### 2020
- Susana Arrechea, génie chimique et nanotechnologie, Guatemala
- Champika Ellawalla Kankanamge, ingénieure de l'environnement, Sri Lanka
- Chao Mbogo, informaticienne, Kenya[13]
- Samia Subrina, génie électronique et nanotechnologie, Bangladesh
- Fathiah Zakham, bioingénieurie et microbiologie, Yemen

### 2021
- María Eugenia Cabrera Catalán, physicienne des particules, Guatemala[14]
- Khongorzul Dorjgotov, mathématicienne, Mongolie
- Ghada Dushaq, physicienne appliquée et nanotechnologie, Palestine
- Imalka Munaweera, chimie synthétique et nanochimie, Sri Lanka
- Marian Asantewah Nkansah, chimie environnementale, Ghana

### 2022
- Myriam Mujawamariya , écologie et écophysiologie, Rwanda
- Abeer Ahmed Qaed Ahmed, microbiologiste, Yemen
- Ashani Savinda Ranathunga, Génie physique, Sri Lanka
- Gawsia Wahidunnessa Chowdhur, écologie aquatique , Bangladesh
- Heyddy Calderon, hydrologie, Nicaragua
- Flor de Mayo González Miranda, Ingénierie environnementale, Guatemala

## Crédit d’auteurs
- (en) Cet article est partiellement ou en totalité issu de l’article de Wikipédia en anglais intitulé « Elsevier Foundation Award » (voir la liste des auteurs).